# Bernbeuren
Bernbeuren é um município da Alemanha, situado no distrito de Weilheim-Schongau, no estado da Baviera. Tem 41,69 km² de área, e sua população em 2019 foi estimada em 2.416 habitantes.